# 竹清剛治
竹清 剛治（たけきよ こうじ、1974年11月22日 - ）は、大阪府高槻市出身の元プロ野球選手（投手）。

## 来歴・人物
小学3年の時に野球を始める。中学時代は二塁手だった。平安高2年の秋に内野手から投手へ転向。三菱自動車京都へ進み、1996年の都市対抗野球に日本IBM野洲の補強選手として出場。初戦で敗退したが148kmの速球を投げスカウトからも注目された。
1996年のドラフト会議にて千葉ロッテマリーンズから2位指名を受け入団。
プロでは即戦力の投手として期待されていたが、1年目から大きく負け越し。さらに当時のチーム事情から使い方が一定せずに成績も大きく伸び悩み、最後の2年間は右肩の故障・手術により一軍登板がなかった。
2002年のシーズンを最後にロッテを退団し、一度引退。ロッテ退団後は神奈川県の会社に入社。会社の草野球チームで軟式野球の全国大会「高松宮賜杯」で優勝。
2006年、ロッテと提携する中国の中国ホープスターズに投手兼任コーチとして原井和也とともに入団し、中国野球リーグにおける日本人初勝利投手となる。同年7月には台湾の興農ブルズにテスト入団し、2勝2敗の成績を残した。
私生活では、2000年にタレント・レースクイーンの沢木涼子と結婚したが、後に離婚。
興農ブルズ退団後は都内で会社代表を務めている。

### 偽竹清騒動
引退後の2003年6月15日、全国身体障害者野球大会を採り上げた神戸新聞朝刊社会面の『元プロ野球選手-白球夢再び』に元ロッテの竹清と名乗る人物が取材を受け、「引退後、大分市の機械メーカーに就職したが、2年前、ミニバイクで帰宅途中、車に衝突され道路脇のがけ下に転落し重傷。 右腕に残った障害は仕事にも影響した」との記事が写真付で載った。
しかし、記事に記載されていた平安高校出身・2002年引退という情報や、通算記録については本人の経歴と合致していたものの、下の名前・出身地（兵庫県神戸市出身。本人は大阪府高槻市出身）・年齢（32歳。本人は当時28歳）・大学名（福岡大学。本人は大学出身ではない）が本人の情報と異なり、近鉄に在籍したこともあるという虚偽の情報も載っており、さらに紙面に載っていた写真も本人と似ても似つかぬものであった。また、上記のように2002年引退と書かれていながら、”引退後に就職して2年前（2001年）に事故で右腕に障害が残った”という内容が書かれるなど、記事そのものに矛盾があった。ほか、この記事によると、「元プロ野球選手の出場はこの日が初めてで注目を集めた」とも書かれていた。
6月17日、神戸新聞は、記事に登場した人物が嘘の供述をし、新聞社側も事実の確認を怠っていたとしてお詫び文を掲載した。
もっとも、同日（2003年6月15日）の読売新聞大阪朝刊スポーツ面では、やはり同じ竹清姓ではあるが、下の名前や年齢が竹清剛治ではないこの人物が採り上げられており、そこでは元ロッテの竹清ではなく、「在阪球団などのテスト生を5年間経験」という経歴の人物として載っている（ただし、日本のプロ野球では練習生制度がその12年前に廃止されており、当時は育成選手制度もなかったため、このテスト生が何を意味するかは不明）。

## 詳細情報

### 年度別投手成績
| 年 度     | 球 団     | 登 板 | 先 発 | 完 投 | 完 封 | 無 四 球 | 勝 利 | 敗 戦 | セ 丨 ブ | ホ 丨 ル ド | 勝 率 | 打 者 | 投 球 回 | 被 安 打 | 被 本 塁 打 | 与 四 球 | 敬 遠 | 与 死 球 | 奪 三 振 | 暴 投 | ボ 丨 ク | 失 点 | 自 責 点 | 防 御 率 | W H I P |
| --------- | --------- | ----- | ----- | ----- | ----- | -------- | ----- | ----- | -------- | ----------- | ----- | ----- | -------- | -------- | ----------- | -------- | ----- | -------- | -------- | ----- | -------- | ----- | -------- | -------- | ------- |
| 1997      | ロッテ    | 23    | 14    | 0     | 0     | 0        | 3     | 10    | 0        | --          | .231  | 432   | 95.0     | 101      | 15          | 54       | 2     | 4        | 57       | 4     | 0        | 64    | 61       | 5.78     | 1.63    |
| 1998      | ロッテ    | 20    | 0     | 0     | 0     | 0        | 1     | 3     | 0        | --          | .250  | 153   | 35.0     | 32       | 4           | 16       | 0     | 2        | 23       | 0     | 0        | 15    | 14       | 3.60     | 1.37    |
| 1999      | ロッテ    | 3     | 0     | 0     | 0     | 0        | 0     | 0     | 0        | --          | ----  | 14    | 2.2      | 1        | 0           | 3        | 0     | 1        | 0        | 1     | 0        | 1     | 0        | 0.00     | 1.50    |
| 2000      | ロッテ    | 44    | 5     | 0     | 0     | 0        | 2     | 4     | 0        | --          | .333  | 324   | 74.2     | 70       | 8           | 34       | 0     | 3        | 39       | 6     | 0        | 41    | 39       | 4.70     | 1.39    |
| 2006      | 興農      | 11    | 6     | 0     | 0     | 0        | 2     | 2     | 0        | --          | .500  | 185   | 44.2     | 43       | 3           | 10       | 0     | 4        | 19       | 0     | 0        | 19    | 18       | 3.63     | 1.19    |
| NPB：4年  | NPB：4年  | 90    | 19    | 0     | 0     | 0        | 6     | 17    | 0        | --          | .261  | 923   | 207.1    | 204      | 27          | 107      | 2     | 10       | 119      | 11    | 0        | 121   | 114      | 4.95     | 1.50    |
| CPBL：1年 | CPBL：1年 | 11    | 6     | 0     | 0     | 0        | 2     | 2     | 0        | --          | .500  | 185   | 44.2     | 43       | 3           | 10       | 0     | 4        | 19       | 0     | 0        | 19    | 18       | 3.63     | 1.19    |

### 記録
NPB
- 初登板・初先発：1997年4月10日、対近鉄バファローズ3回戦（大阪ドーム）、7回4失点（自責点3）で敗戦投手
- 初奪三振：同上、1回裏に水口栄二から
- 初勝利：1997年4月19日、対福岡ダイエーホークス2回戦（千葉マリンスタジアム）、5回表2死に2番手で救援登板、2回無失点
- 初先発勝利：1997年4月25日、対福岡ダイエーホークス4回戦（福岡ドーム）、6回3失点

### 背番号
- 11 （1997年 - 2002年）
- 58 （2006年）